# Friedrich Ludwig von Münchhausen
Friedrich Ludwig von Münchhausen (* 11. August 1758 auf Gut Hainspitz bei Altenburg; † 14. September 1827 in Braunschweig) war ein deutscher Jurist und während der sogenannten Braunschweiger Franzosenzeit von 1809 bis 1813 zweiter und letzter Maire der Stadt.

## Leben

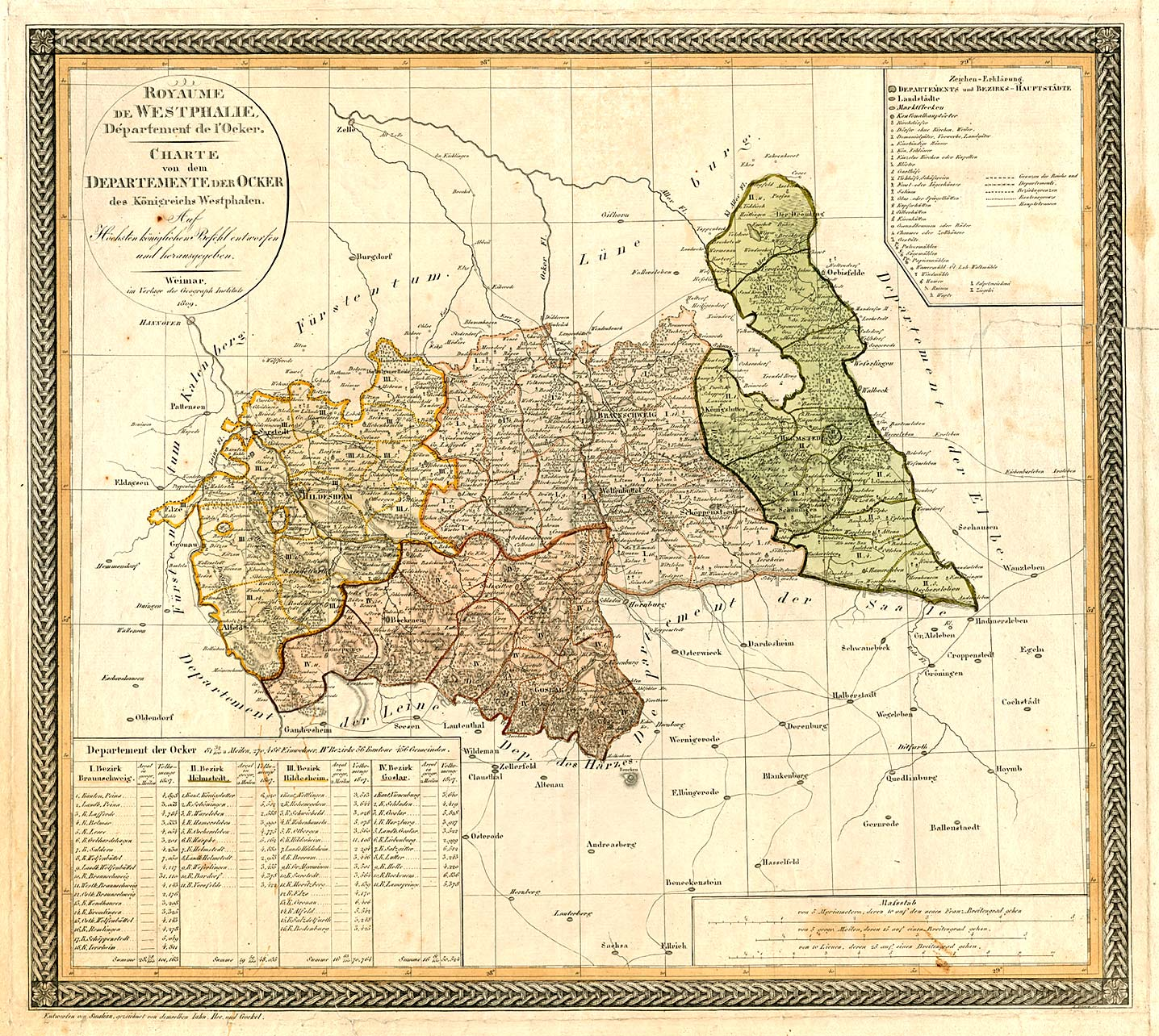
Von 1807 bis 1813 war Braunschweig Hauptstadt des französischen Département de l’Ocker als Teil des Königreiches Westphalen.

Der evangelisch-lutherische Friedrich Ludwig von Münchhausen wurde als Sohn des Braunschweigischen Geheimrats sowie Hof- und Zeremonienmeisters Albrecht Edmond Georg von Münchhausen (1729–1796) und dessen Ehefrau Gertrude Melusine von Adelebsen (1733–1798) geboren.
Münchhausen lebte zunächst auf den elterlichen Gütern Hainspitz, Vahlberg und Oldendorf. In Vahlberg war er Hofrichter und Justizpräsident. Während der Franzosenzeit (1807–1813) war Münchhausen politisch aktiv als Mitglied des Wahlmännerkollegiums des französischen Departements der Oker sowie als Wahlzeuge bei dessen Sitzungen im April 1808. Darüber hinaus war er als Grundeigentümer Mitglied des Departementrats sowie von 1808 bis 1813 der Reichsstände des Königreichs Westphalen.
Nachdem der erste „Maire“ Braunschweigs, Wilhelm Albrecht Christian von Mahrenholtz, nach nur sieben Monaten im Amt, am 18. Dezember 1808 überraschend gestorben war, wurde Münchhausen am 31. Januar 1809 zu seinem Nachfolger ernannt. Fortan war er – bis zum Ende der Franzosenherrschaft auf deutschem Boden Ende 1813 – für die Geschicke der Stadt Braunschweig und des Oker-Departments, dessen Hauptstadt sie war, verantwortlich. Es war nicht immer einfach, die widerstreitenden Interessen der Braunschweiger mit denen des französischen Königs Jérôme Bonaparte, dem in Kassel residierenden jüngsten Bruder Napoleons, in Einklang zu bringen.
Bereits im Sommer 1809 kam es nur drei Kilometer vom Stadtkern, beim nahe gelegenen Dorf Ölper (heute ein Stadtteil Braunschweigs), zwischen den französischen Besatzern und den Braunschweigern zu einem dramatischen Ereignis – dem Gefecht bei Ölper. Der von den Franzosen abgesetzte und vertriebene Herzog Friedrich Wilhelm von Braunschweig-Wolfenbüttel, genannt der Schwarze Herzog, erschien von Halberstadt kommend, wo sein Freikorps, die Schwarze Schar am 29. Juli die Stadt von der französischen Besatzung befreit hatte, in Braunschweig und verlangte Quartier, Waffen und Verpflegung. Münchhausen gelang es, den Schwarzen Herzog zum schnellen Abzug aus der Stadt zu bewegen, bevor der König in Kassel mit Strafmaßnahmen gegen die Stadt und das Departement reagieren konnte. Am 1. August kam es zum Gefecht bei Ölper mit westphälischen Truppen, das für das Freikorps siegreich verlief. Die Schwarze Schar zog anschließend weiter gen Norden.
Die Geschehnisse im Sommer 1809 wirkten sich auf Münchhausens Amtsführung nicht nachteilig aus – im Gegenteil: Münchhausen wurde am 5. Februar 1810 zum Ritter 1. Klasse des Ordens der Westphälischen Krone ernannt. Im Jahr darauf erhielt die Stadt zudem das unweit gelegene Schloss Salzdahlum zum Geschenk.
Nach dem Niedergang der Franzosenherrschaft in Deutschland in der Folge der von diesen verlorenen Völkerschlacht bei Leipzig im Oktober 1813, wurde Münchhausen von Major Johann Elias Olfermann, dem Statthalter des Schwarzen Herzogs, im Amt bestätigt und führte seine Geschäfte bis zu dessen Rückkehr weiter.
Nachdem der Braunschweigische Herzog am 22. Dezember 1813 wieder nach Braunschweig zurückgekehrt war, wurde Münchhausen als Oberkammerherr und Hofmarschall in Dienst gestellt. 1815 schließlich machte er sich um die Rückführung der von den Franzosen nach Paris verbrachten Kunstschätze der Stadt, darunter der Braunschweiger Löwe, verdient.
Weitere Ehrungen, die Münchhausen zuteilwurden, waren die eines Ritters des Johanniterordens sowie 1819 die Ernennung zum Kommandeur des Guelphen-Ordens.

## Ehen und Erbe
Münchhausen war drei Mal verheiratet: In erster Ehe heiratete er 1791 Caroline Lydia Dewar (1768–1800) in Braunschweig; in 2. Ehe 1801 Caroline Auguste von Preen († 1806) im Braunschweiger Dom und in dritter Ehe 1808 Sophie Marie Charlotte von Praun (1784–1863), die nach seinem Tod 1832 mit Hilmar Ludwig Wilhelm Graf von Oberg (* 25. April 1776; † 26. Oktober 1861), den letzten Grafen Oberg ehelichte.
Da alle Ehen Münchhausens kinderlos geblieben waren, adoptierte er Ludwig Karl Heino von Münchhausen (* 15. November 1802; † 4. Februar 1879), Sohn seines Bruders Karl Ludwig August Heino von Münchhausen, der schließlich sein Erbe wurde.
Bestattet wurde Ludwig Friedrich Freiherr von Münchhausen am 18. September 1827 im Erbbegräbnis zu Vahlberg.